# كلية العلوم والتقنيات بسيدي بوزيد
كلية العلوم والتقنيات بسيدي بوزيد هي مؤسسة جامعية حكومية تونسية تابعة لجامعة القيروان وتقع في مدينة سيدي بوزيد.